# Francesco Martino
Francesco Martino (Bari, Italia, 14 de julio de 1900-ibídem, 10 de octubre de 1965) fue un gimnasta artístico italiano, dos veces campeón olímpico en París 1924.

## Carrera deportiva
En los JJ. OO. de París 1924 gana el oro en el concurso por equipos, por delante de los franceses y suizos, siendo sus compañeros en esta ocasión: Mario Lertora, Vittorio Lucchetti, Luigi Maiocco, Ferdinando Mandrini, Luigi Cambiaso, Giuseppe Paris y Giorgio Zampori; y también ganó la medalla de oro en la competición de anillas